# Batalla del río Bagradas (49 a. C.)
La batalla del Río Bagradas ocurrió el 24 de agosto del 49 a. C., entre las fuerzas del general cesariano Gayo Escribonio Curión y de su contraparte, el pompeyano Publio Atio Varo, apoyado por el rey de Numidia, Juba I. El enfrentamiento resultó en la muerte de Curión y la mayor parte de su hueste.

## Antecedentes
Comprometido en la guerra civil contra Cneo Pompeyo Magno y sus partidarios, en el 49 a. C. Cayo Julio César envió a la provincia romana de África una expedición al mando de su lugarteniente Gayo Escribonio Curión. Este rápidamente expulsó a Catón el Joven de Sicilia y asumió como gobernador como César le había prometido.
Con excesiva confianza, puesto que el gobernador Publio Atio Varo era un usurpador muy impopular entre la población local, Curión menospreció sus fuerzas, dejando dos legiones en Sicilia. En agosto zarpaba de la isla con sólo dos legiones romanas y quinientos jinetes en 12 barcos de guerra y varios de carga, en total, una expedición de aproximadamente 10 000 hombres. Según los arqueólogos británicos Roy y Leslie Adkins, las legiones probablemente fueron las XV y XVI, ambas reclutadas por César ese mismo año. En cambio, el historiador español Julio Rodríguez señala que trataba de las XVII y XVIII. Por último, el historiador británico Henry Michael Denne Parker señalaba que de las legiones XVII, XVIII y XIX, dos fueron parte de la expedición de Curión.
Después de hacerse con los mejores auxiliares númidas del ejército pompeyano, Curión ganó la batalla de Útica, forzando a Varo a refugiarse en la ciudad homónima. El general cesariano consideró asaltar la ciudad, pero rápidamente comprendió que no tenía los medios necesarios para tal empresa. Entre tanto, fue aclamado imperator por sus tropas, dignidad que anteriormente sólo se confería si se había matado en batalla un mínimo de 10 000 enemigos, mucho más de los que murieron ante Útica (apenas 600).

Entiende Juba del vencido amigo
 La adversidad, y juzga la bonanza,
 Advirtiéndose el último enemigo
 Y actor propio de toda la venganza:
 Cauto invoca sus armas, y al castigo
 De Curio aplica fraude y asechanza;
 Marcha oculto con falsa estratagema,
 Temiendo sólo que el contrario tema.
 Lucano. Farsalia 

Sin embargo, al día siguiente inició las obras de asedio con la intención de rendir a su enemigo por hambre. Los notables de Útica rogaron a Varo que capitulara y salvara a la ciudad de un horrendo sitio. Pero al general pompeyano le acababa de llegar una carta que le informaba sobre la proximidad del rey Juba I de Numidia con una enorme hueste; entendió que con la ayuda de Juba fácilmente derrotaría a Curión. En cuanto el cesariano se enteró de la proximidad de Juba dejó Útica y estableció un nuevo campamento en Castra Cornelia.

## Batalla

### Operaciones preliminares
Inmediatamente Curión envió cartas a los oficiales de Sicilia, solicitando el pronto envío de las legiones estacionadas en Sicilia con abundante caballería. Su plan inicial era defender su posición hasta que llegaran sus refuerzos, al estar junto al mar fácilmente podía mantener sus comunicaciones y recibir suministros desde la isla mediterránea, ya que en la región no había agua, alimentos ni madera suficientes para satisfacer sus necesidades. Pero cambió de opinión cuando desertores de Útica le informaron que Juba I no estaba en las cercanías, sino en Leptis Parva, aplastando allí un levantamiento. La tropa que avanzaba hacia él era mucho más pequeña, a cargo del general Saburra. Aliviado por las noticias, Curión envió a su caballería con órdenes de localizar el campamento de Saburra y esperar al grueso de los cesarianos. Dejó cerca de un cuarto de sus fuerzas en el campamento a cargo de Marcio Rufo y marchó rumbo al río Bagradas dos horas antes del amanecer.

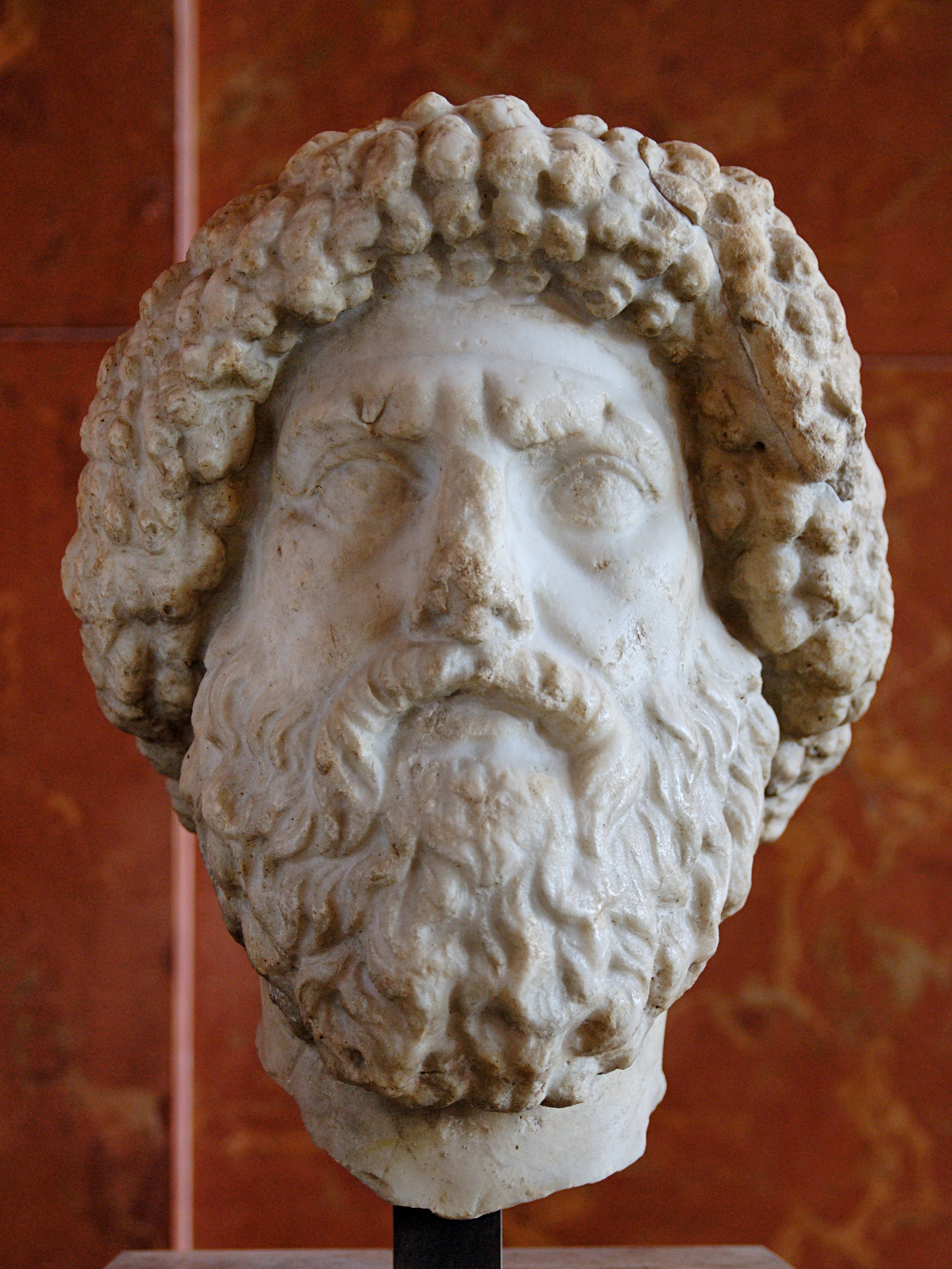
Retrato del rey Juba I de Numidia.

Saburra tenía su campamento a diez kilómetros del río, pero su vanguardia estaba acampada a sus orillas. La caballería cesariana los encontró durmiendo en sus tiendas y durante el ataque sorpresa la mayoría de los númidas, incapaces de presentar una defensa cohesionada, fueron muertos o capturados, unos pocos escaparon. Los jinetes cesarianos decidieron no esperar a su comandante y llevaron a los cautivos ante su presencia, encontrándose a unas seis millas al sur de Castra Cornelia. Curio interrogó a los prisioneros, que le informaron que Saburra estaba al mando de sus enemigos. El general se propuso atacar a los númidas que estaban en desorden sorpresivamente. Se iniciaba una marcha forzada hacia el río, pero dejando atrás a la mayoría de su caballería puesto que los animales estaban agotados. Curión quedaba con sus legiones y 200 jinetes.
Mientras tanto, las noticias de la escaramuza llegaron a Juba, quien tenía su campamento atrás de Saburra, a unas seis millas y al otro lado del río. Inmediatamente envió a 2000 mercenarios galos e hispanos de caballería con un grupo selecto de infantes a reforzar a su general. Juba vadeó el río con el resto de sus fuerzas rumbo al norte. Saburra, convencido de que Curión atacaría pronto dio órdenes a sus hombres de iniciar la retirada en cuanto vieran a los cesarianos acercarse, pero en cuanto les dieran una señal deberían dar media vuelta y atacar. El plan númida era atraer a Curión al interior, alejándolo del mar con la fuerza de Saburra para luego interceptarlo con la tropa principal del rey.

### El combate
Fue entonces cuando Curión vio al ejército de Saburra retirarse, alejándose del río, haciendo exactamente lo que esperaba. El general romano le siguió, llegando a una llanura de arenas y sin agua, con un sol agotador y sus hombres sedientos. Entonces Saburra dio la señal y atacó a los cansados romanos con su caballería, favorecida por el terreno abierto, dejando su infantería en reserva y a buena distancia del combate. Los númidas hostigaron constantemente a los legionarios, pero estos continuaron avanzando a pesar de todo.

Allí la conspirada Libia oprime
 Las legiones al centro reducidas
 Este arroja la lanza, aquél la oprime,
 Y cerca y lejos multiplica heridas
 El cerrado tropel revienta y gime
 Contrarios a sí mismos y homicidas;
 Aun si alguno se aparta de la junta,
 Le clava al retirarse amiga punta.
 Lucano Farsalia.

Pero el cansancio pronto se hizo notar entre los romanos que no podían perseguir a los númidas cuando se retiraban, su caballería era demasiado escasa para aprovechar la pausa y hacer algo. La caballería númida pronto regresó y envolvió a los legionarios, atacándoles por la retaguardia. Cada vez que una cohorte los perseguía, los númidas se retiraban, luego los rodeaban y finalmente los inmovilizaban, masacrándolos antes de poder reunirse con sus compañeros. Los romanos quedaron tan apiñados que, según Marco Anneo Lucano, los cuerpos seguían de pie, incapaces de caer al suelo. Mientras los romanos se debilitaban continuamente, los númidas contaban con abundantes y frescas reservas. Curión intentó que sus tropas se mantuvieran firmes, pero al notar que sus formaciones se rompían decidió retirarse a las colinas bajas al norte de la llanura. Al parecer, el ejército cesariano cruzó el río atenazado por el calor, la sed y la fatiga. Saburra se dio cuenta y ordenó a su caballería cortarle la retirada. Los romanos se dispersaron, algunos huían y otros se tiraban al suelo agotados, esperando su muerte. Entonces apareció el ejército principal de Juba y su suerte quedó echada.

Cayendo rectos dardos arrojados,
 Todos se arrojan al herir felices;
 Fingen sus astas árboles plantados
 Que en vivos cuerpos hincan las raíces:
 Con su sangre los míseros cercados
 Dan a lo verde y rústico matices,
 Cubriendo con sus pies y armas unidas
 El desangrarse y expirar las vidas.
 Lucano Farsalia.

Uno de los legados de Curión, Cneo Domicio, cabalgó hasta su comandante y le instó a volver a su base con el puñado de hombres que le rodeaban. Curión le respondió que sería incapaz de decirle a César en persona que había perdido a su ejército y cuando los númidas avanzaron contra ellos les hizo frente, muriendo en el combate. Muy pocos legionarios consiguieron escapar de la carnicería que siguió, mientras que 300 jinetes que habían quedado descansando más atrás volvieron a Castra Cornelia con las malas noticias.

## Consecuencias
Marcio Rufo, en el Castra Cornelia, intentó mantener la disciplina tras la llegada de las noticias del desastre. Le quedaban quince cohortes. Ordenó a los capitanes preparar los transportes para el inmediato traslado de las fuerzas sobrevivientes a Sicilia, pero al saberse que Juba se aproximaba rápidamente las legiones de Varo tomaron posiciones para atacar y la disciplina entre los cesarianos desapareció. La mayoría de las galeras huyeron sin esperar a los soldados, y de las pocas que esperaron, la mayoría se hundió, sobrecargadas de legionarios aterrados que las abordaron en pánico. De hecho, muchos barcos al ver a los romanos pelearse entre sí por un lugar en los navíos fondeados decidieron simplemente hacerse a la mar. Finalmente, algunas tripulaciones intentaron recoger a algunos de los cesarianos, mientras que otros llegaron a ellos a nado y fueron subidos a bordo. Entre los pocos sobrevivientes estaban Gayo Caninio Rébilo y Gayo Asinio Polión.
Al parecer, el almirante cesariano, un tal Flamma, en cuanto supo de la derrota, zarpó con todos los barcos sin recoger a ningún soldado. Esto forzó a Polión a ir en un pequeño bote hasta los barcos comerciales que estaban anclados cerca y rogarles que recogieran a sus hombres. Los comerciantes aceptaron e hicieron la maniobra de noche, pero en el pánico algunos barcos se hundieron por el sobrepeso y los otros exigieron un pago a los soldados, aquellos que no tenían dinero fueron arrojados al agua.
Los pocos cesarianos restantes enviaron a sus centuriones a dialogar con Varo, prometiendo capitular si sus vidas eran respetadas. Varo aceptó, pero al llegar Juba el rey decidió usarlos de ejemplo y, tras apartar un puñado de senadores cesarianos, ejecutó a los prisioneros. Varo protestó por la matanza pero no consiguió nada. Juba entró en Útica escoltado por senadores pompeyanos y se reunió con Varo, tomando el control de la ciudad. El cuerpo de Curión fue decapitado y su cabeza llevada ante el rey. Prácticamente todo el ejército, es decir, las dos legiones, caballería, auxiliares y sirvientes fueron aniquilados.
Juba envió un mensaje a los pompeyanos acuartelados en Macedonia, que le respondieron reconociéndole como «Rey de Numidia». César y sus partidarios en el Senado romano lo proclamaron enemigo público. Juba regresó a su país donde ejecutó a los senadores cesarianos en su poder. La venganza de los cesarianos debería esperar hasta la batalla de Tapso, tres años más tarde.